# Comté de Fitzroy
Le comté de Fitzroy est une zone d'administration locale dans l'est du Queensland en Australie. Il doit son nom au cours d'eau qui le traverse.
Le comté comprend les villes de :
- Gracemere ;
- Bouldercombe ;
- Marmor ;
- Bajool ;
- Port Alma ;
- Ridgelands ;
- Stanwell (en) ;
- Westwood.

Le comté aborigène de Woorabinda est éclaté en cinq portions dont deux se trouvent dans le comté de Fitzroy, les trois autres dans le comté de Duaringa.